# José Diego Lara
José Diego Lara Suasnavar, hacendado, político y funcionario público, fue el primer gobernador constitucional de Chiapas (1826-1830). Fue uno de los primeros señores destacados en apoyar el llamamiento de Fray Matías Antonio de Córdova y Ordóñez para la independencia de Chiapas de la corona española. También miembro del Noble Ayuntamiento de Ciudad Real de Chiapa, capital de la entonces provincia de las Chiapas, que el 3 de septiembre de 1821, después de una amplia discusión sobre las ventajas y los inconvenientes de declararla libre e independiente, acordó declarar la independencia de la provincia conforme al Plan de Iguala o de las Tres Garantías propuesto por el generalísimo Agustín de Iturbide; para ello se fijó el día 4 de septiembre para que se hiciera la proclamación de la independencia de la Provincia de las Chiapas. A dicha reunión de trabajo asistieron José Ignacio Larraínzar, el propio José Diego Lara, Julio Flores, José Nicolás Osuna, Esteban Gordillo, José Vives, Eugenio José Ruiz (secretario) y Juan Nepomuceno Batres, gobernador-Intendente, Jefe Político Superior de la provincia de las Chiapas y presidente del Ayuntamiento de Ciudad Real de Chiapa.
Fue designado por el primer Congreso Constitucional chiapaneco instalado el 11 de marzo de 1826 y tomó posesión el día 16 de abril de ese año. Promulgó la primera ley agraria, expedida el 1° de septiembre de 1826. El 20 de marzo de 1828 promulgó el decreto de creación de la Escuela Normal de Enseñanza Primaria del Estado; primera de su clase en el continente Americano y cuya dirección fue encomendada a Fray Matías.
El 23 de mayo de 1828, instituyó oficialmente la celebración de la feria anual de Chiapas en honor de la Virgen de Guadalupe, en la entonces Villa de San Marcos Tuxtla. Concluyó su primer período como gobernador constitucional (por cuatro años) el 28 de febrero de 1830.
También fue gobernador interino de Chiapas en dos ocasiones, en los períodos 1829-1830 y 1840-1841 durante el centralismo resultante de la primera reforma liberal del Estado, encabezada por Valentín Gómez Farías, presidente interino de México en época de Antonio López de Santa Anna.
Don José Diego fue abuelo paterno de Don César Augusto Lara Ramos, quien fue gobernador interino de Chiapas un siglo después.